# حيوان مجتر

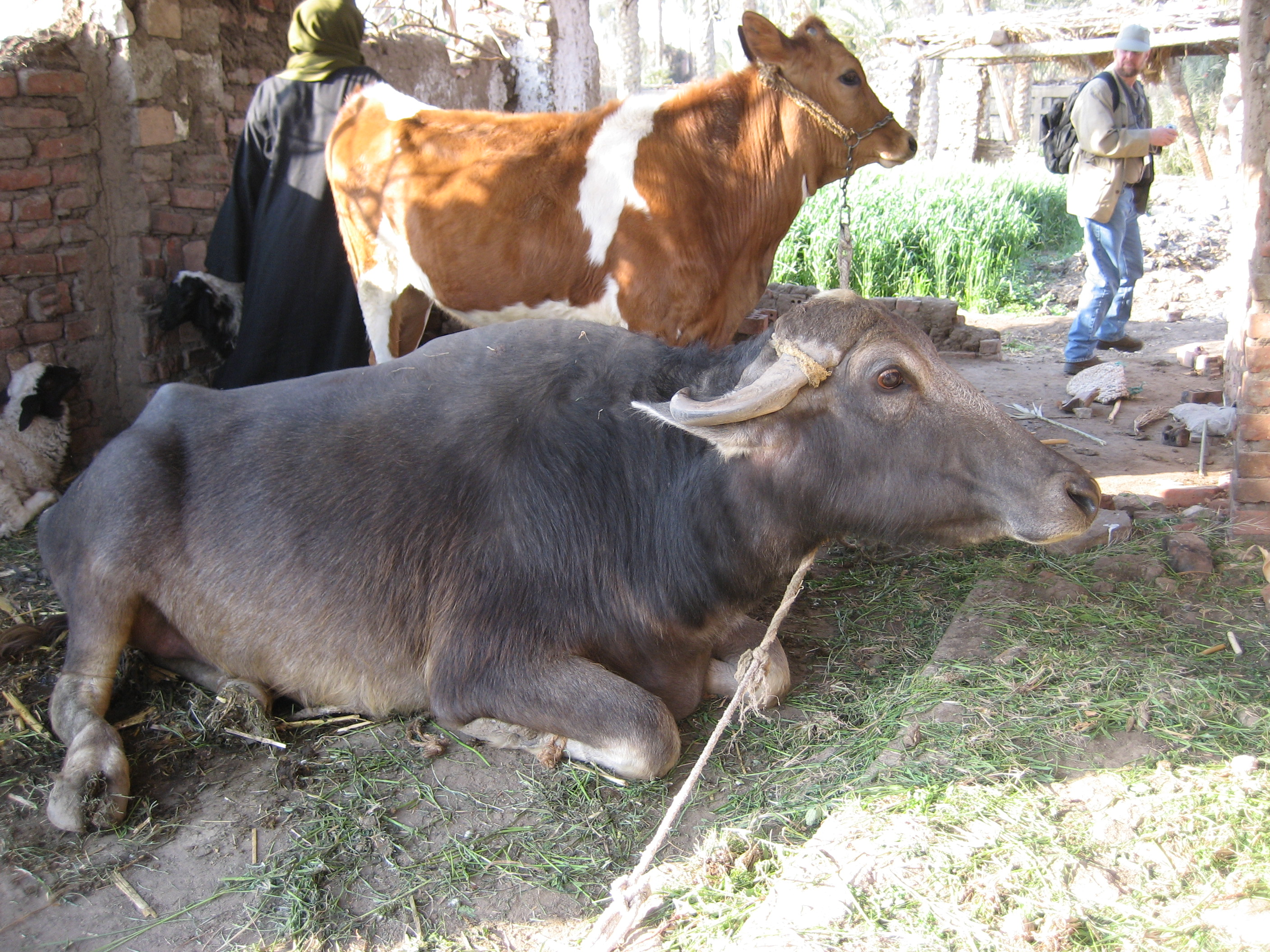
بقرة وجاموسة.

الحيوان المجتر هو نوع من الحيوانات التي تأكل طعامها عن طريق عملية الاجترار. ومن أشهر هذه الحيوانات البقر، الماعز، الخراف، الزرافة، البايسن، القطاس، الأيل، الجمال، الألبكة، اللاما، النو والظباء. في الديانات الإبراهيمية، الفرق ما بين الحيوانات النظيفة وغير النظيفة يقع بأن هل أن الحيوان يجتر الطعام أم لا. وفي التوراة، المسموح هو الحيوانات ذات الحوافر والتي تمزق الطعام ثم تبلعه عدة مرات هو شرط محفوظ إلى اليوم في الكاشورات. أما الإسلام فيعتبر أن الثدييات حلال أكلها إن كانت مجترة أو لا، والمحرمات مثل السباع أي الحيوانات التي تاكل اللحوم كالقطط الكبيرة والكلاب وأيضا الخنزير.

## وصلات خارجية
- Digestive Physiology of Herbivores - جامهة ولاية كلورادو